# Eddie Hernández
Eddie Gabriel Hernández Padilla (Trujillo, Colón, 27 de febrero de 1991) es un futbolista hondureño. Juega de delantero. Actualmente juega en el Olancho FC de la Liga Nacional de Honduras.

## Trayectoria

### Platense
Eddie Hernández comenzó su trayectoria en el Platense. A ese club llegó en 2006, cuando fue descubierto por los entrenadores Hermelindo Cantarero y Alberto Lalín. Así, tras un año alternando entre la reserva y el primer equipo, debutó en la Liga Nacional de Honduras el 2 de febrero de 2007, durante la derrota de 1 a 0 contra Olimpia en el Estadio Excelsior. El director técnico que le permitió debutar fue el argentino Roque «El Brujo» Alfaro.
El 1° de marzo de 2009, durante la victoria a domicilio por 5 a 3 sobre Hispano, convirtió su primera anotación en un partido de Liga Nacional. Durante la siguiente temporada –2009/10–, Hernández fue nombrado «mejor jugador joven del club». Este galardón, conjugado con otros logros, empezaron a darle fama y protagonismo dentro del fútbol hondureño. Por tal razón, comenzó a llamar la atención de clubes del extranjero. De esa forma, en agosto de 2011, gracias al español Paulo Hernández –su representante en aquel entonces–, se sometió a un periodo de dos semanas de pruebas con el F. C. Midtjylland de la Superliga de Dinamarca.

### BK Häcken
El 3 de enero de 2012 se concretó su fichaje por el B. K. Häcken de la Allsvenskan, club con el que firmó un contrato de seis meses en condición de préstamo. Unas semanas después de haber estampado su firma en el respectivo contrato, Hernández se unió a la pretemporada del equipo en Florida, Estados Unidos. Allí, el club sueco disputó el Disney Pro Classic Soccer, torneo en el cual enfrentó a los clubes F. C. Dallas, Toronto F. C. y Orlando City S. C. Debutó el 25 de febrero, en el empate de 1 a 1 contra el F. C. Dallas. En ese torneo amistoso, el B. K. Häcken fue eliminado tras la derrota de 2 a 0 contra el Toronto F. C. Su primer gol con el club lo convirtió el 10 de marzo, en un partido amistoso contra el Varbergs BoIS F. C. Aunque no debutó en la Allsvenskan, Hernández tuvo la oportunidad de compartir vestuario con los delanteros africanos Majeed Waris y René Makondele.

### Motagua
El 21 de junio de 2012, tras desvincularse de Platense y B. K. Häcken, se convirtió en refuerzo de Motagua por los siguientes cuatro años. Ante la venta de Jerry Bengtson al New England Revolution de la Major League Soccer, las oportunidades de juego se le ampliaron a Hernández. Sin embargo, la pelea por comandar el ataque del «Ciclón Azul» no le resultó sencilla, ya que el club –en aquel entonces– tenía en su plantel a jugadores como Georgie Welcome, Jocimar Nascimento e incluso Roby Norales. Debutó el 16 de agosto, en el empate de 0 a 0 contra el Vida en el Estadio Nacional de Tegucigalpa. En aquel juego, Hernández ingresó en sustitución de Carlos «Tatín» Morán al comienzo de la segunda etapa del partido. Tres días después, el 19 de agosto, disputó su primer Superclásico del fútbol hondureño, en el empate de 2 a 2 entre Motagua y Olimpia.
El gol tardó en llegar. No obstante, el 13 de octubre, contra el Vida, en el inicio de la segunda vuelta del Torneo Apertura 2012, Hernández marcó su primer doblete durante el empate de 2 a 2 contra el cuadro «Rojo» en el Estadio Ceibeño de La Ceiba. Durante aquel torneo, tras superar en los cuartos de final a Real España (global de 7 a 3), Motagua alcanzó las semifinales. En esa instancia enfrentó al Victoria, club que lo dejó en el camino y que, a la vez, clasificó a la final contra el Olimpia. Hernández finalizó la temporada 2012/13 con 23 juegos disputados y 6 goles convertidos. 
Para el Torneo Apertura 2013, Motagua contrató al serbio Hristo Vidaković como su nuevo director técnico. El proyecto era prometedor. Sin embargo, a pesar de tener un buen plantel, el club «Azul Profundo» finalizó en la novena posición de la tabla general, situación que le provocó problemas de descenso. De igual forma, para Hernández el panorama también se tornó gris, ya que apenas disputó 11 juegos sin conseguir anotación alguna. Para el siguiente torneo, con la llegada del argentino Diego «La Barbie» Vásquez a la dirección técnica del club, se anunció que Hernández no entraba en los planes del nuevo entrenador. 
En su primera etapa con Motagua, Hernández acumuló un total de 34 juegos juegos disputados y 7 anotaciones.

### Vida
En diciembre de 2013 llegó al Vida por petición de Jorge Ernesto Pineda, tras firmar un contrato que lo ligó por 12 meses al club ceibeño. Debutó el 18 de enero de 2014, durante la derrota de 0 a 1 contra Olimpia como local. En el siguiente partido, disputado el 25 de enero, marcó su primer gol durante la derrota de 3 a 1 contra Victoria, máximo rival del club «Rojo». Marcó su primer doblete durante la siguiente fecha, en el juego que Vida ganó por 2 a 0 en la visita al Marathón. Finalizó su primer torneo con 17 partidos disputados y 8 goles anotados. 
Para la segunda mitad del año se quedó en el club luego de haberse frustrado su fichaje por el F. C. Ural de la Liga Premier de Rusia. Sin embargo, el siguiente torneo –Torneo Apertura 2014– se caracterizó por varios éxitos individuales para Hernández. El primero de ellos fue la anotación del primer hat-trick de su carrera, el cual se produjo el 15 de noviembre en el empate de 3 a 3 contra Honduras Progreso en el Estadio Humberto Micheletti. El segundo fue más importante, ya que los 14 goles que anotó a lo largo del torneo le permitieron consagrarse «campeón de goleo», esto por encima de Ángel Tejeda que anotó 10 dianas.

### Correcaminos UAT
El 6 de enero de 2015 se convirtió en nuevo fichaje del Correcaminos de la UAT de la Liga de Ascenso de México. Su debut oficial con la camiseta del cuadro mexicano se dio el 16 de enero en el empate de 0 a 0 contra Zacatepec. Cuatro días después, el 20 de enero, anotó su primer gol contra Monterrey en el Estadio Tecnológico. Aquel gol, válido por la Copa México, le dio la victoria a su club sobre los «Rayados». En el torneo de liga, su primer gol lo convirtió el 24 de enero en la victoria de 1 a 0 sobre Coras de Tepic.
Finalmente, disputó 20 partidos y anotó 6 goles, con lo cual se convirtió en el máximo anotador del club durante el Torneo Clausura 2015. Eso le valió para despertar el interés de clubes como Puebla, Querétaro y Tijuana, siendo este último el que más cerca estuvo de concretar su fichaje.

### Regreso a Motagua
Tras caerse su transacción al FC Sheriff Tiraspol de Moldavia, el 17 de agosto de 2015 se anunció su regreso al Club Deportivo Motagua. En su segunda etapa con el club «Azul Profundo», Hernández debutó el 30 de agosto en un partido contra Honduras Progreso, que finalizó con derrota de 4 a 1. Se encontró con el gol el 12 de septiembre, durante la goleada de 5 a 0 sobre el Vida en Tegucigalpa.
En esta segunda etapa, Hernández debutó en una competición internacional. En el partido contra Walter Ferretti de Nicaragua, que también significó su debut, convirtió una anotación al minuto 75, la cual le dio al «Ciclón Azul» la victoria de 2 a 0. De igual forma, jugó durante el triunfo de 2 a 1 sobre el mismo Walter Ferretti, en Managua. 
En el Torneo Apertura 2015, Motagua finalizó en el 2° puesto de la tabla general, con lo cual avanzó automáticamente a las semifinales de la liguilla. En la mencionada instancia el «Ciclón Azul» superó a su acérrimo rival, Olimpia. Después, cayó derrotado en la final contra el Honduras Progreso.
Al final, disputó 18 juegos y anotó 11 goles.

### Qingdao Jonoon
El 20 de febrero de 2016 fue confirmado su arribo al Qingdao Jonoon de la China League One, con el cual firmó un contrato de un año con opción de compra. Debutó el 12 de marzo, contra el Nei Mongol Zhongyou, dándole la victoria de 1 a 0 a su equipo con una anotación al minuto 63. En el club chino jugó 23 partidos y convirtió 7 anotaciones.

### Deportes Tolima
El 4 de enero de 2017 fue anunciado como refuerzo del Deportes Tolima de la Categoría Primera A. Al comienzo, bajo la dirección técnica del uruguayo Gregorio Pérez, Hernández fue del agrado del entrenador. Por tal razón, empezó siendo convocado para partidos importantes contra América de Cali (victoria de 2 a 1), Atlético Nacional (empate de 0 a 0), Millonarios (derrota de 3 a 0) y Envigado F. C. (victoria de 2 a 1). Después, con la designación del argentino Óscar Héctor Quintabani como nuevo entrenador del «Vinotinto y Oro», Hernández dejó de ser convocado. No obstante, a pesar de no haber sido del agrado de Quintabani, debutó el 1 de abril, durante la undécima fecha del Torneo Apertura, contra el Tigres F. C., en la victoria de su equipo por 3 a 0.

### Segundo regreso a Motagua
El 26 de junio de 2017 se anunció su segundo regreso al Motagua, junto con Deybi Flores.

## Selección nacional

### Selecciones menores
Fue seleccionado nacional para disputar con la Selección de fútbol sub-23  de Honduras los Juegos Olímpicos de Londres 2012, donde disputó únicamente el partido contra Marruecos. Dos años después, en los Juegos Centroamericanos y del Caribe de 2014 —realizados en Veracruz— fue el máximo anotador del torneo masculino de fútbol junto con el mexicano Erick Torres Padilla (ambos con 5 goles). 
Participaciones en Juegos Olímpicos
| Juegos Olímpicos                 | Sede        | Resultado        | Partidos | Goles |
| -------------------------------- | ----------- | ---------------- | -------- | ----- |
| Juegos Olímpicos de Londres 2012 | Reino Unido | Cuartos de final | 1        | 0     |

Participaciones en Juegos Centroamericanos y del Caribe
| Torneo                                    | Sede   | Resultado    | Partidos | Goles |
| ----------------------------------------- | ------ | ------------ | -------- | ----- |
| XXII Juegos Centroamericanos y del Caribe | México | Cuarto lugar | 4        | 5     |

### Selección absoluta
Ha sido internacional con la Selección de fútbol de Honduras. En 2011, fue convocado por primera vez para un partido amistoso contra El Salvador en Houston, que finalizó con empate de 2 a 2. Durante aquel juego, disputado el 29 de mayo, Hernández ingresó al minuto 62 en sustitución de Carlo Costly. Posteriormente, fue incluido por Luis Fernando Suárez en la nómina que disputó la Copa de Oro 2011, donde Honduras alcanzó las semifinales cayendo ante México. 
En 2015, el entrenador de la Selección Hondureña, Jorge Luis Pinto, lo convocó para la Copa de Oro 2015. Honduras finalizó en el 4° puesto del Grupo A, que compartió con las selecciones de Estados Unidos, Panamá y Haití. 
Participaciones en eliminatorias mundialistas
| Eliminatorias                  | Equipo                | Resultado      | Partidos | Goles |
| ------------------------------ | --------------------- | -------------- | -------- | ----- |
| Eliminatorias de Concacaf 2018 | Selección de Honduras | No clasificado | 5        | 3     |

Participaciones en Copa de Oro
| Copa de Oro      | Sede                    | Resultado      | Partidos | Goles |
| ---------------- | ----------------------- | -------------- | -------- | ----- |
| Copa de Oro 2011 | Estados Unidos          | Semifinales    | 0        | 0     |
| Copa de Oro 2015 | Estados Unidos · Canadá | Fase de grupos | 3        | 0     |

Participaciones en Copa Centroamericana
| Copa Centroamericana      | Sede   | Resultado | Partidos | Goles |
| ------------------------- | ------ | --------- | -------- | ----- |
| Copa Centroamericana 2017 | Panamá | Campeón   | 3        | 3     |

## Estadísticas

### Clubes
Actualizado al último partido jugado el 15 de mayo de 2022.
| Platense Honduras | 2006/07             | 1   | 0  | - | - | - | - | 1   | 0   | 0,00 |
| Platense Honduras | 2007/08             | 1   | 0  | - | - | - | - | 1   | 0   | 0,00 |
| Platense Honduras | 2008/09             | 13  | 1  | - | - | - | - | 13  | 1   | 0,08 |
| Platense Honduras | 2009/10             | 15  | 1  | - | - | - | - | 15  | 1   | 0,07 |
| Platense Honduras | 2010/11             | 13  | 6  | - | - | - | - | 13  | 6   | 0,46 |
| Platense Honduras | A-2011              | 9   | 0  | - | - | - | - | 9   | 0   | 0,00 |
| Platense Honduras | Total               | 52  | 8  | 0 | 0 | 0 | 0 | 52  | 8   | 0,16 |
| BK Häcken · Suecia | 2012                | 0   | 0  | - | - | - | - | 0   | 0   | 0,00 |
| BK Häcken · Suecia | Total               | 0   | 0  | 0 | 0 | 0 | 0 | 0   | 0   | 0,00 |
| Motagua Honduras | 2012/13             | 23  | 7  | - | - | - | - | 23  | 7   | 0,30 |
| Motagua Honduras | A-2013              | 11  | 0  | - | - | - | - | 11  | 0   | 0,00 |
| Motagua Honduras | Total               | 34  | 7  | 0 | 0 | 0 | 0 | 34  | 7   | 0,21 |
| Vida Honduras | C-2014              | 17  | 8  | - | - | - | - | 17  | 8   | 0,47 |
| Vida Honduras | A-2014              | 15  | 14 | - | - | - | - | 15  | 14  | 0,93 |
| Vida Honduras | Total               | 32  | 22 | 0 | 0 | 0 | 0 | 32  | 22  | 0,69 |
| Correcaminos UAT · México | C-2015              | 16  | 4  | 4 | 2 | - | - | 20  | 6   | 0,30 |
| Correcaminos UAT · México | Total               | 16  | 4  | 4 | 2 | 0 | 0 | 20  | 6   | 0,30 |
| Motagua Honduras | 2015/16             | 18  | 11 | - | - | 2 | 1 | 20  | 12  | 0,60 |
| Motagua Honduras | Total               | 18  | 11 | 0 | 0 | 2 | 1 | 20  | 12  | 0,60 |
| Qingdao Jonoon China | 2016                | 23  | 7  | 0 | 0 | - | - | 23  | 7   | 0,30 |
| Qingdao Jonoon China | Total               | 23  | 7  | 0 | 0 | 0 | 0 | 23  | 7   | 0,30 |
| Deportes Tolima · Colombia | 2017-I              | 1   | 0  | 0 | 0 | - | - | 1   | 0   | 0,00 |
| Deportes Tolima · Colombia | Total               | 1   | 0  | 0 | 0 | 0 | 0 | 1   | 0   | 0,00 |
| Motagua Honduras | C-2017              | 9   | 5  | - | - | 0 | 0 | 9   | 5   | 0,56 |
| Motagua Honduras | Total               | 9   | 5  | 0 | 0 | 0 | 0 | 9   | 5   | 0,56 |
| Irtysh Pavlodar · Kazajistán | 2018                | 8   | 1  | 2 | 0 | - | - | 10  | 1   | 0,10 |
| Irtysh Pavlodar · Kazajistán | Total               | 8   | 1  | 2 | 0 | 0 | 0 | 10  | 1   | 0,10 |
| Zob Ahan Irán | 2018/19             | 13  | 3  | - | - | - | - | 13  | 3   | 0,23 |
| Zob Ahan Irán | Total               | 13  | 3  | 0 | 0 | 0 | 0 | 13  | 3   | 0,23 |
| Vida Honduras | C-2019              | 16  | 5  | - | - | - | - | 16  | 5   | 0,31 |
| Vida Honduras | Total               | 16  | 5  | 0 | 0 | 0 | 0 | 16  | 5   | 0,31 |
| Olimpia Honduras | A-2019              | 13  | 6  | - | - | 1 | 0 | 14  | 6   | 0,43 |
| Olimpia Honduras | Total               | 13  | 6  | 0 | 0 | 1 | 0 | 14  | 6   | 0,43 |
| Al-Tai Arabia Saudita | 2019/20             | 8   | 0  | - | - | - | - | 8   | 0   | 0,00 |
| Al-Tai Arabia Saudita | Total               | 8   | 0  | 0 | 0 | 0 | 0 | 8   | 0   | 0,00 |
| Olimpia Honduras | 2020/21             | 21  | 11 | - | - | 2 | 0 | 23  | 11  | 0,48 |
| Olimpia Honduras | 2021/22             | 30  | 8  | - | - | 1 | 2 | 31  | 10  | 0,32 |
| Olimpia Honduras | Total               | 51  | 19 | 0 | 0 | 3 | 2 | 53  | 21  | 0,40 |
| Motagua Honduras | 2022/23             | 0   | 0  | - | - | 0 | 0 | 0   | 0   | 0    |
| Motagua Honduras | Total               | 0   | 0  | 0 | 0 | 0 | 0 | 0   | 0   | 0    |
| Total en su carrera | Total en su carrera | 294 | 98 | 6 | 2 | 6 | 3 | 306 | 103 | 0,34 |
| (1) Incluye datos de la Copa México (2015), Copa Colombia (2017), Copa de Kazajistán (2018). (2) Incluye datos de la Liga de Campeones de la Concacaf (2015/16-20), Copa Sudamericana (2017), Liga Concacaf (2018-21). (3) No incluye datos de partidos amistosos. |                     |     |    |   |   |   |   |     |     |      |

### Selección nacional
Actualizado al último partido jugado el 10 de octubre de 2017.
| 1.  | 29 de mayo de 2011      | Campo John O'Quinn Field, Houston, Estados Unidos           | El Salvador       | 2–2 |                   | Amistoso                          |
| 2.  | 29 de marzo de 2015     | Estadio Olímpico Metropolitano, San Pedro Sula, Honduras    | Guayana Francesa  | 3–0 |                   | Repechaje para Copa de Oro 2015   |
| 3.  | 31 de mayo de 2015      | Estadio Robert F. Kennedy, Washington D. C., Estados Unidos | El Salvador       | 2–0 |                   | Amistoso                          |
| 4.  | 6 de junio de 2015      | Estadio Manuel Ferreira, Asunción, Paraguay                 | Paraguay          | 2–2 |                   | Amistoso                          |
| 5.  | 7 de julio de 2015      | Estadio Toyota, Dallas, Estados Unidos                      | Estados Unidos    | 1–2 |                   | Copa de Oro 2015                  |
| 6.  | 10 de julio de 2015     | Estadio Gillette, Boston, Estados Unidos                    | Panamá            | 1–1 |                   | Copa de Oro 2015                  |
| 7.  | 13 de julio de 2015     | Parque Sporting, Kansas City, Estados Unidos                | Haití             | 0–1 |                   | Copa de Oro 2015                  |
| 8.  | 4 de septiembre de 2015 | Estadio Cachamay, Ciudad Guayana, Venezuela                 | Venezuela         | 3–0 |                   | Amistoso                          |
| 9.  | 27 de enero de 2016     | Estadio Nacional, Managua, Nicaragua                        | Nicaragua         | 3–1 |                   | Amistoso                          |
| 10. | 10 de febrero de 2016   | Estadio Mateo Flores, Ciudad de Guatemala, Guatemala        | Guatemala         | 1–3 |                   | Amistoso                          |
| 11. | 2 de septiembre de 2016 | Estadio Olímpico Metropolitano, San Pedro Sula, Honduras    | Canadá            | 2–1 |                   | Eliminatorias Concacaf Rusia 2018 |
| 12. | 2 de noviembre de 2016  | Estadio Olímpico Metropolitano, San Pedro Sula, Honduras    | Belice            | 5–0 | Anotado · Anotado | Amistoso                          |
| 13. | 11 de noviembre de 2016 | Estadio Olímpico Metropolitano, San Pedro Sula, Honduras    | Panamá            | 0–1 |                   | Eliminatorias Concacaf Rusia 2018 |
| 14. | 15 de noviembre de 2016 | Estadio Olímpico Metropolitano, San Pedro Sula, Honduras    | Trinidad y Tobago | 3–1 | Anotado           | Eliminatorias Concacaf Rusia 2018 |
| 15. | 13 de enero de 2017     | Estadio Rommel Fernández, Panamá, Panamá                    | Nicaragua         | 2–1 | Anotado           | Copa Centroamericana 2017         |
| 16. | 17 de enero de 2017     | Estadio Rommel Fernández, Panamá, Panamá                    | Panamá            | 1–0 | Anotado           | Copa Centroamericana 2017         |
| 17. | 22 de enero de 2017     | Estadio Rommel Fernández, Panamá, Panamá                    | Belice            | 1–0 | Anotado           | Copa Centroamericana 2017         |
| 18. | 16 de marzo de 2017     | Estadio Olímpico Metropolitano, San Pedro Sula, Honduras    | Nicaragua         | 2–0 |                   | Amistoso                          |
| 19. | 7 de octubre de 2017    | Estadio Nacional, San José, Costa Rica                      | Costa Rica        | 1–1 | Anotado           | Eliminatorias Concacaf Rusia 2018 |
| 20. | 10 de octubre de 2017   | Estadio Olímpico Metropolitano, San Pedro Sula, Honduras    | México            | 3–2 | Anotado           | Eliminatorias Concacaf Rusia 2018 |

### Resumen estadístico
| Competición                                      | PJ  | Goles |
| ------------------------------------------------ | --- | ----- |
| Liga                                             | 246 | 82    |
| Copas Nacionales                                 | 6   | 2     |
| Copas Internacionales                            | 5   | 1     |
| Selección de Honduras                            | 22  | 8     |
| Total                                            | 279 | 93    |
| Fecha de actualización: 12 de diciembre de 2020. |     |       |

### Hat-tricks o más
| 1. | 15 de noviembre de 2014 | Anotado · Anotado · Anotado | Honduras Progreso | 3:3 | Vida        |
| 2. | 14 de noviembre de 2015 | Anotado · Anotado · Anotado | Motagua           | 7:1 | Real España |
| 3. | 12 de diciembre de 2020 | Anotado · Anotado · Anotado | Marathón          | 1:3 | Olimpia     |

## Palmarés

### Campeonatos nacionales
| Título                         | Equipo                 | País     | Año  |
| ------------------------------ | ---------------------- | -------- | ---- |
| Liga Nacional de Honduras      | Olimpia                | Honduras | 2019 |
| Liga Nacional de Honduras      | Olimpia                | Honduras | 2020 |
| Campeonato de Primera División | Club Deportivo Olimpia | Honduras | 2021 |

### Campeonatos internacionales
| Título               | Club                  | País   | Año  |
| -------------------- | --------------------- | ------ | ---- |
| Copa Centroamericana | Selección de Honduras | Panamá | 2017 |

### Distinciones individuales
| Distinción                                                                    | Año  |
| ----------------------------------------------------------------------------- | ---- |
| Mejor jugador joven del Club Deportivo Platense                               | 2010 |
| Máximo anotador de los Juegos Centroamericanos y del Caribe de 2014 (5 goles) | 2014 |
| Máximo anotador de la Liga Nacional de Honduras (14 goles)                    | 2014 |
| Máximo anotador de la Copa Centroamericana 2017 (3 goles)                     | 2017 |